# Херберт Блејз
Херберт Блејз (енгл. Herbert Blaize; 26. фебруар 1918 — 19. децембар 1989) био је гренадски политичар, познат по томе што је у неколико наврата био премијер.

## Биографија
Почео је да се бави политиком када је 1953. године основао Велику гренадску странку као главног супарника странци ГУЛП коју је водио Ерик Гејри.
Године 1957. је први пут постао чланом парламента, а године 1960. је именован за главног министра, на ком месту је остао до 1961. године. Тада га је сменио Гејри, који је годину дана касније смењен због оптужби за корупцију. Блејз је тада именован за главног министра те тамо остао до 1967. када је Гренада добила ширу аутономију од Уједињеног Краљевства, а на новим изборима победио Гејри.
Иако је по идеологији био десничар, године 1976, Блејз је склопио изборни савез с радикално левим Покретом Њу џул Мориса Бишопа. Савезништво се распало када је Бишоп државним ударом 1979. године преузео власт и успоставио марксистички режим. Блејз је отишао у егзил и тамо остао до америчке војне интервенције с којом су 1983. године збачени марксисти.
Блејз је након тога формирао нову странку под насловом Нова национална партија, и с њом 1984. године добио изборе. Поставши премијер, водио је политику блиске сарадње са САД-ом, а често је био критикован због ауторитарних метода владавине. Умро је на дужности, након дуге борбе с раком простате.